# Plusidia cheiranthi
Plusidia cheiranthi är en fjärilsart som beskrevs av August Michael Tauscher 1809. Plusidia cheiranthi ingår i släktet Plusidia och familjen nattflyn. Inga underarter finns listade i Catalogue of Life.